# Campionati europei di nuoto in vasca corta 2010 - 50 metri dorso maschili
Le qualifiche per la semifinale si sono svolte la mattina del 26 novembre 2010, mentre la semifinale e la finale si sono svolte la sera dello stesso giorno.

## Medaglie
| Posizione | Atleta           | Paese       |
| --------- | ---------------- | ----------- |
| Oro       | Stanislav Donets | Russia      |
| Argento   | Vitaly Borisov   | Russia      |
| Bronzo    | Nick Driebergen  | Paesi Bassi |

## Record
Prima della manifestazione il record del mondo (RM), il record europeo (EU) e il record dei campionati (RC) erano i seguenti.
| Record mondiale       | 22.61 | Peter Marshall Stati Uniti | 22 novembre 2009 Singapore, Turchia |
| Record europeo        | 22.76 | Stanislav Donets Russia    | 11 dicembre 2009 Istanbul, Turchia  |
| Record dei campionati | 22.76 | Stanislav Donets Russia    | 11 dicembre 2009 Istanbul, Turchia  |

Durante l'evento sono stati migliorati i seguenti record:
| Data        | Evento | Atleta           | Nazione | Tempo | Record |
| ----------- | ------ | ---------------- | ------- | ----- | ------ |
| 26 novembre | Finale | Stanislav Donets | Francia | 22.74 | ,      |

## Risultati batterie
| Pos. | Atleta                    | Nazionalità | Tempo        | Batteria     | Corsia       | Note         |
| ---- | ------------------------- | ----------- | ------------ | ------------ | ------------ | ------------ |
| 1    | Stanislav Donets          | Russia      | 22.94        | 5            | 4            |              |
| 2    | Vitaly Borisov            | Russia      | 23.89        | 3            | 5            |              |
| 3    | Damiano Lestingi          | Italia      | 24.18        | 5            | 5            |              |
| 4    | Stefan Herbst             | Germania    | 24.26        | 5            | 3            |              |
| 5    | Sergey Makov              | Russia      | 24.27        | 4            | 3            |              |
| 6    | Nick Driebergen           | Paesi Bassi | 24.38        | 4            | 5            |              |
| 7    | Mirco Di Tora             | Italia      | 24.41        | 3            | 4            |              |
| 8    | Jonatan Kopelev           | Israele     | 24.49        | 2            | 5            |              |
| 8    | Stefano Mauro Pizzamiglio | Italia      | 24.49        | 4            | 1            |              |
| 10   | Bastiaan Lijesen          | Paesi Bassi | 24.54        | 3            | 2            |              |
| 10   | Pavel Sankovič            | Bielorussia | 24.54        | 4            | 4            |              |
| 12   | Dieter Dekoninck          | Belgio      | 24.55        | 4            | 7            |              |
| 13   | Artem Dubovskoy           | Russia      | 24.57        | 5            | 6            |              |
| 14   | Flori Lang                | Svizzera    | 24.67        | 3            | 3            |              |
| 15   | Jurjen Willemsen          | Paesi Bassi | 24.73        | 3            | 7            |              |
| 16   | Mathias Gydesen           | Danimarca   | 24.89        | 1            | 5            |              |
| 17   | Emmanuel Vanluchene       | Belgio      | 25.03        | 2            | 4            |              |
| 18   | Jan Kersten               | Paesi Bassi | 25.06        | 5            | 2            |              |
| 19   | PierreYves Romanini       | Belgio      | 25.10        | 1            | 6            |              |
| 20   | Lavrans Veieroe Solli     | Norvegia    | 25.16        | 5            | 7            |              |
| 21   | Dorian Gandin             | Francia     | 25.23        | 3            | 1            |              |
| 22   | Filip Nadasky             | Slovacchia  | 25.26        | 5            | 8            |              |
| 23   | Kristian Outinen          | Finlandia   | 25.27        | 3            | 8            |              |
| 24   | Andres Olvik              | Estonia     | 25.34        | 3            | 6            |              |
| 25   | Sebastiano Ranfagni       | Italia      | 25.40        | 5            | 1            |              |
| 26   | Péter Bernek              | Ungheria    | 25.55        | 2            | 8            |              |
| 27   | Matas Andriekus           | Lituania    | 25.71        | 2            | 1            |              |
| 28   | Mehdy Metella             | Francia     | 25.73        | 1            | 3            |              |
| 28   | Jean Francois Schneiders  | Lussemburgo | 25.73        | 2            | 3            |              |
| 30   | David Gamburg             | Israele     | 25.78        | 1            | 4            |              |
| 31   | Ivan Biondic              | Croazia     | 25.81        | 2            | 2            |              |
| 32   | Marcel Schaufler          | Austria     | 26.00        | 2            | 6            |              |
| 33   | Lukas Raeuftlin           | Svizzera    | 26.06        | 2            | 7            |              |
| 34   | Adriano Miguel Niz        | Portogallo  | 26.08        | 4            | 8            |              |
|      | Ugur Orel Oral            | Turchia     | non partito  | non partito  | non partito  | non partito  |
|      | Tomas Fucik               | Rep. Ceca   | squalificato | squalificato | squalificato | squalificato |

## Semifinali
| Pos. | Atleta                | Nazionalità | Tempo | Batteria | Corsia | Note |
| ---- | --------------------- | ----------- | ----- | -------- | ------ | ---- |
| 1    | Stanislav Donets      | Russia      | 23.11 | 2        | 4      |      |
| 2    | Nick Driebergen       | Paesi Bassi | 24.01 | 2        | 3      |      |
| 3    | Damiano Lestingi      | Italia      | 24.02 | 2        | 5      |      |
| 4    | Vitaly Borisov        | Russia      | 24.05 | 1        | 4      |      |
| 5    | Stefan Herbst         | Germania    | 24.12 | 1        | 5      |      |
| 6    | Mirco Di Tora         | Italia      | 24.39 | 1        | 3      |      |
| 7    | Pavel Sankovič        | Bielorussia | 24.50 | 2        | 2      |      |
| 8    | Flori Lang            | Svizzera    | 24.58 | 2        | 7      |      |
| 8    | Jonatan Kopelev       | Israele     | 24.58 | 2        | 6      |      |
| 10   | Bastiaan Lijesen      | Paesi Bassi | 24.60 | 1        | 6      |      |
| 11   | Dieter Dekoninck      | Belgio      | 24.64 | 1        | 2      |      |
| 12   | Emmanuel Vanluchene   | Belgio      | 24.65 | 2        | 1      |      |
| 13   | Lavrans Veieroe Solli | Norvegia    | 24.77 | 1        | 1      |      |
| 14   | Mathias Gydesen       | Danimarca   | 25.02 | 1        | 7      |      |
| 14   | Dorian Gandin         | Francia     | 25.02 | 2        | 8      |      |
| 16   | Filip Nadasky         | Slovacchia  | 25.17 | 1        | 8      |      |

### Spareggio
| Pos. | Atleta          | Nazionalità | Tempo | Corsia | Note |
| ---- | --------------- | ----------- | ----- | ------ | ---- |
| 1    | Jonatan Kopelev | Israele     | 24.60 | 5      |      |
| 2    | Flori Lang      | Svizzera    | 24.62 | 4      |      |

## Finale
| Pos. | Atleta           | Nazionalità | Tempo | Corsia | Note           |
| ---- | ---------------- | ----------- | ----- | ------ | -------------- |
|      | Stanislav Donets | Russia      | 22.74 | 4      | Record europeo |
|      | Vitaly Borisov   | Russia      | 23.72 | 6      |                |
|      | Nick Driebergen  | Paesi Bassi | 23.73 | 5      |                |
| 4    | Stefan Herbst    | Germania    | 23.90 | 2      |                |
| 5    | Damiano Lestingi | Italia      | 24.10 | 3      |                |
| 6    | Pavel Sankovič   | Bielorussia | 24.31 | 1      |                |
| 7    | Mirco Di Tora    | Italia      | 24.34 | 7      |                |
| 8    | Jonatan Kopelev  | Israele     | 24.58 | 8      |                |